# Arcoíris de niebla

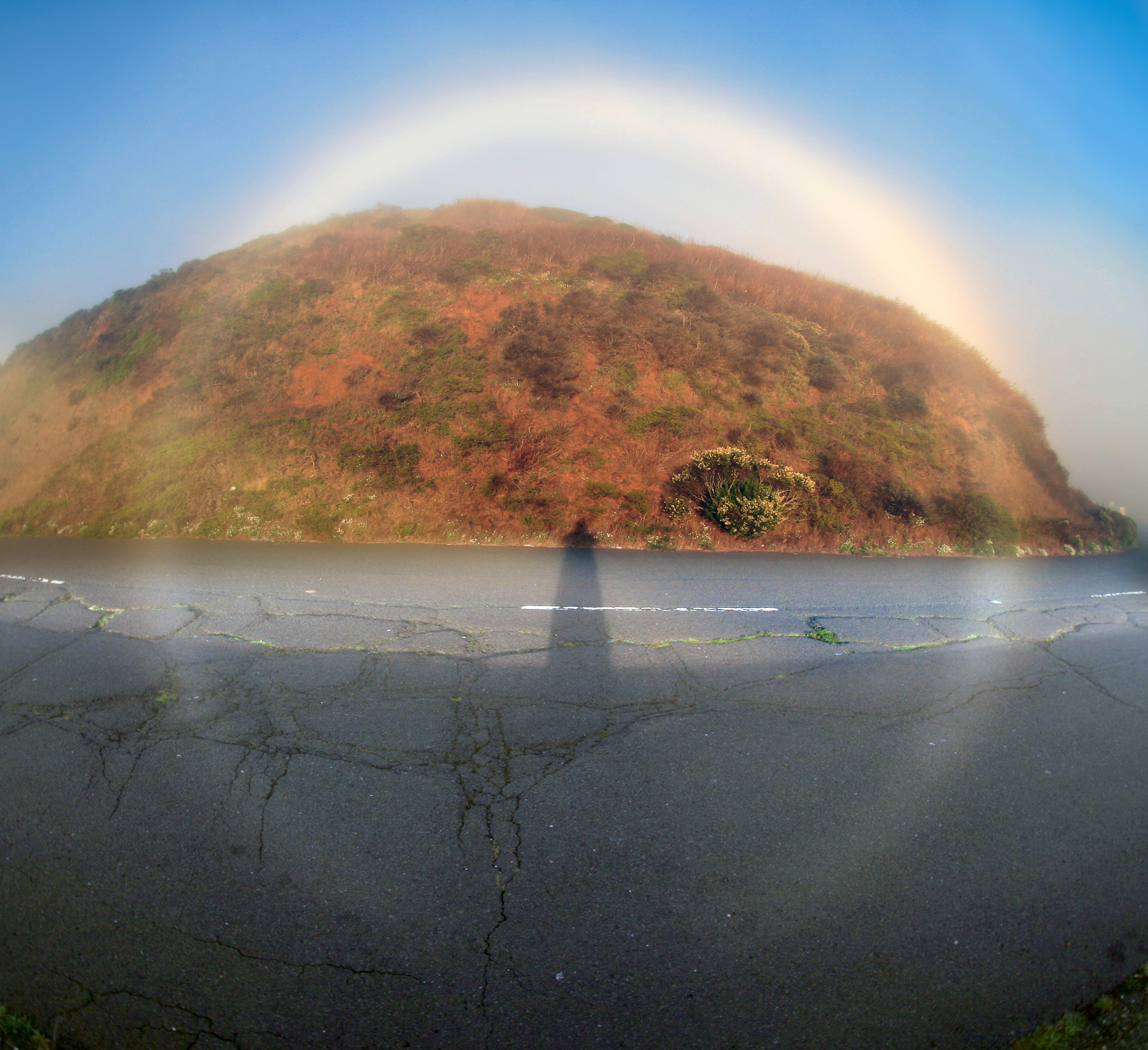
Arcoíris de niebla de 360 grados.

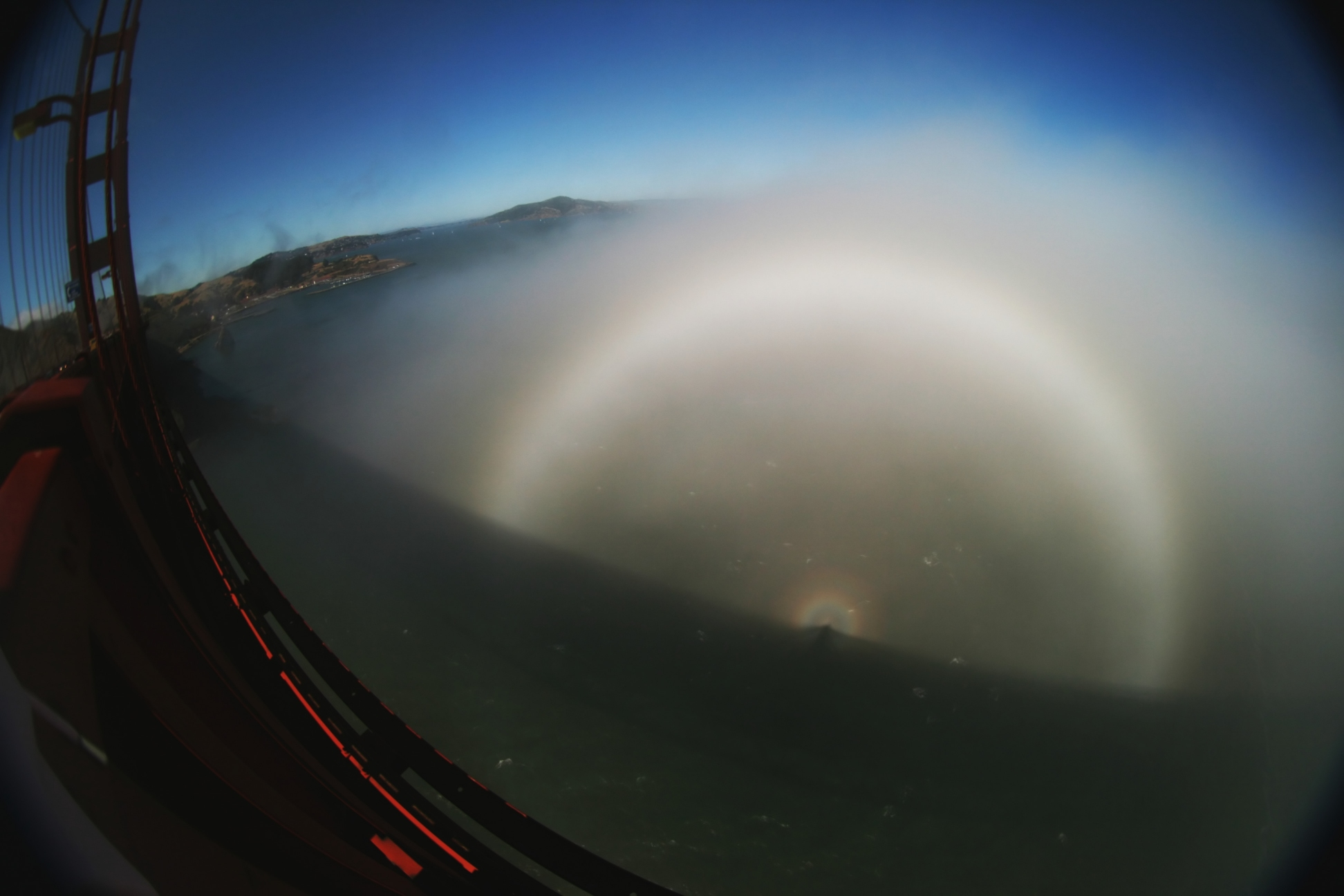
Un arcoíris de niebla, gloria solar y espectro de Brocken observados en San Francisco.

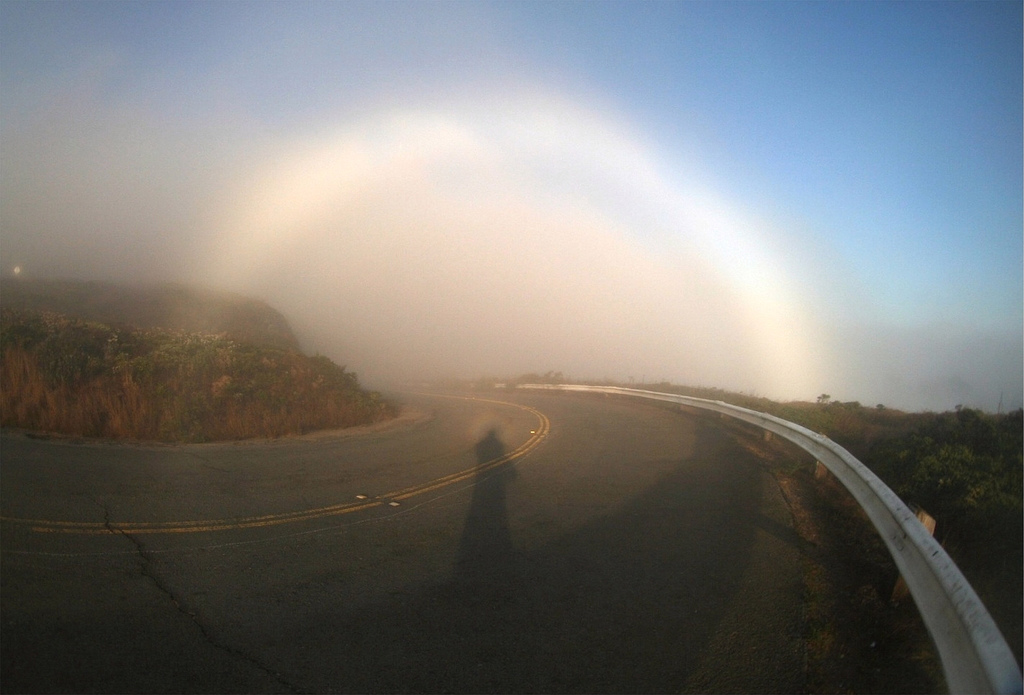
Un arcoíris de niebla y gloria solar en San Francisco.

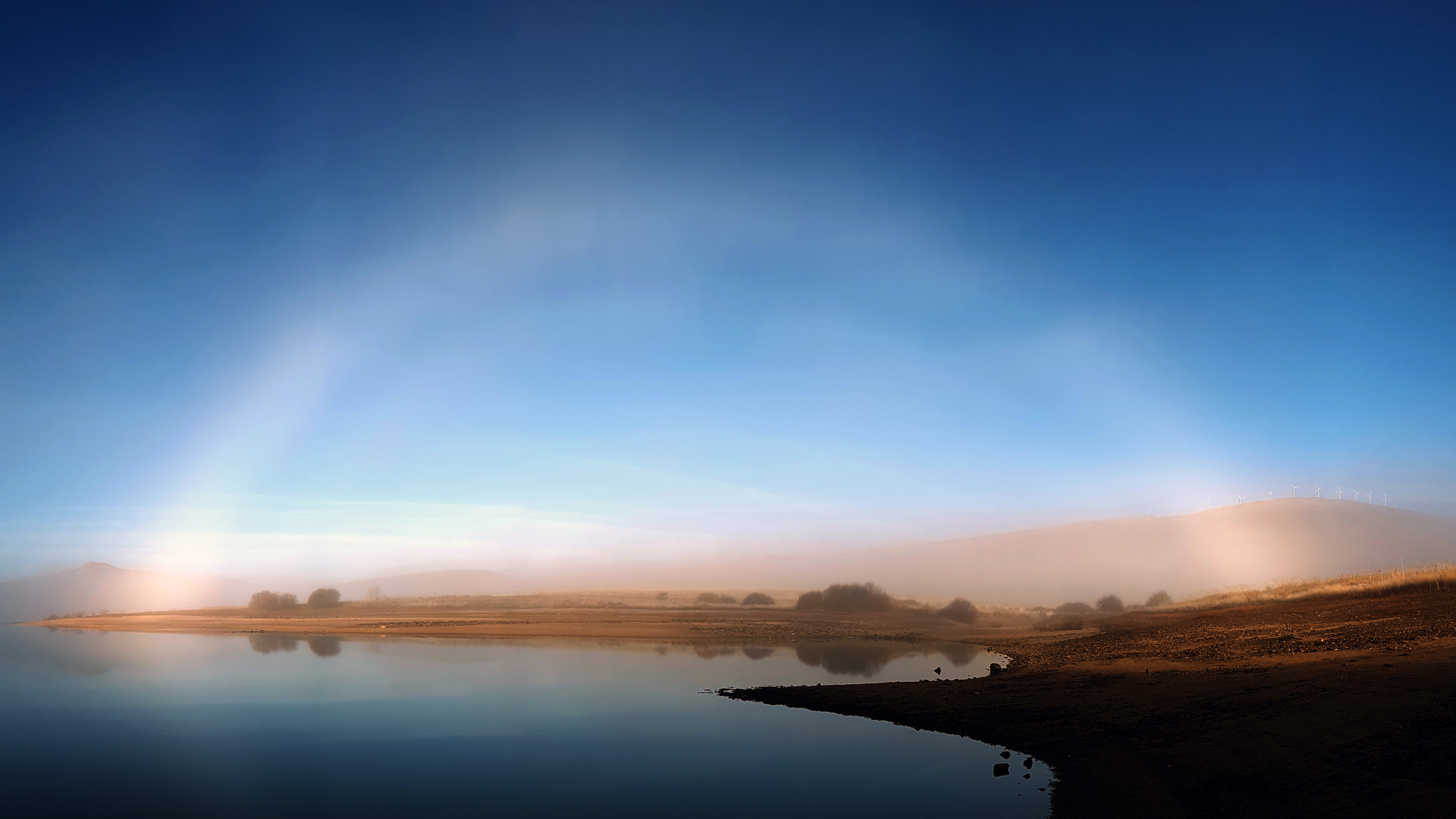
Arco de niebla, Embalse de Serones, Ávila, Spain. Observatorio de La Cañada

Un arcoíris de niebla es parecido a un arcoíris, pero debido al tamaño diminuto de las gotitas de agua que causan la niebla, menores que 0,05 mm, los arcoíris de niebla tienen colores muy débiles, un borde exterior rojo y un interior azulado. En algunos casos cuando las gotitas son muy pequeñas parece blanco. Un arcoíris de niebla se puede ver en nubes, típicamente desde un avión mirando hacia abajo y entonces se llama "arco iris de nube".
Cuando las gotitas que lo forman tienen todas casi el mismo tamaño el arcoíris de niebla puede tener múltiples anillos internos, supernumerarios, que están muy fuertemente coloreados más que el arcoíris principal.
La falta de colores del arco iris de niebla es el resultado de las más pequeñas gotas de agua, tan pequeñas que la longitud de onda de la luz se hace importante. La difracción emborrona los colores que se crearían con gotas de agua de arco iris más grandes.

## Dirección
Un arcoíris de niebla se puede ver en la misma dirección que un arcoíris, así el sol estaría detrás de la cabeza del observador y la dirección de la vista estaría hacia un banco de niebla (que puede no distinguirse en direcciones lejanas del arcoíris en sí). Su radio exterior es ligeramente menor que el de un arcoíris.
Cuando un arcoíris aparece de noche se le llama arcoíris de niebla lunar.